# Rec de la Plana

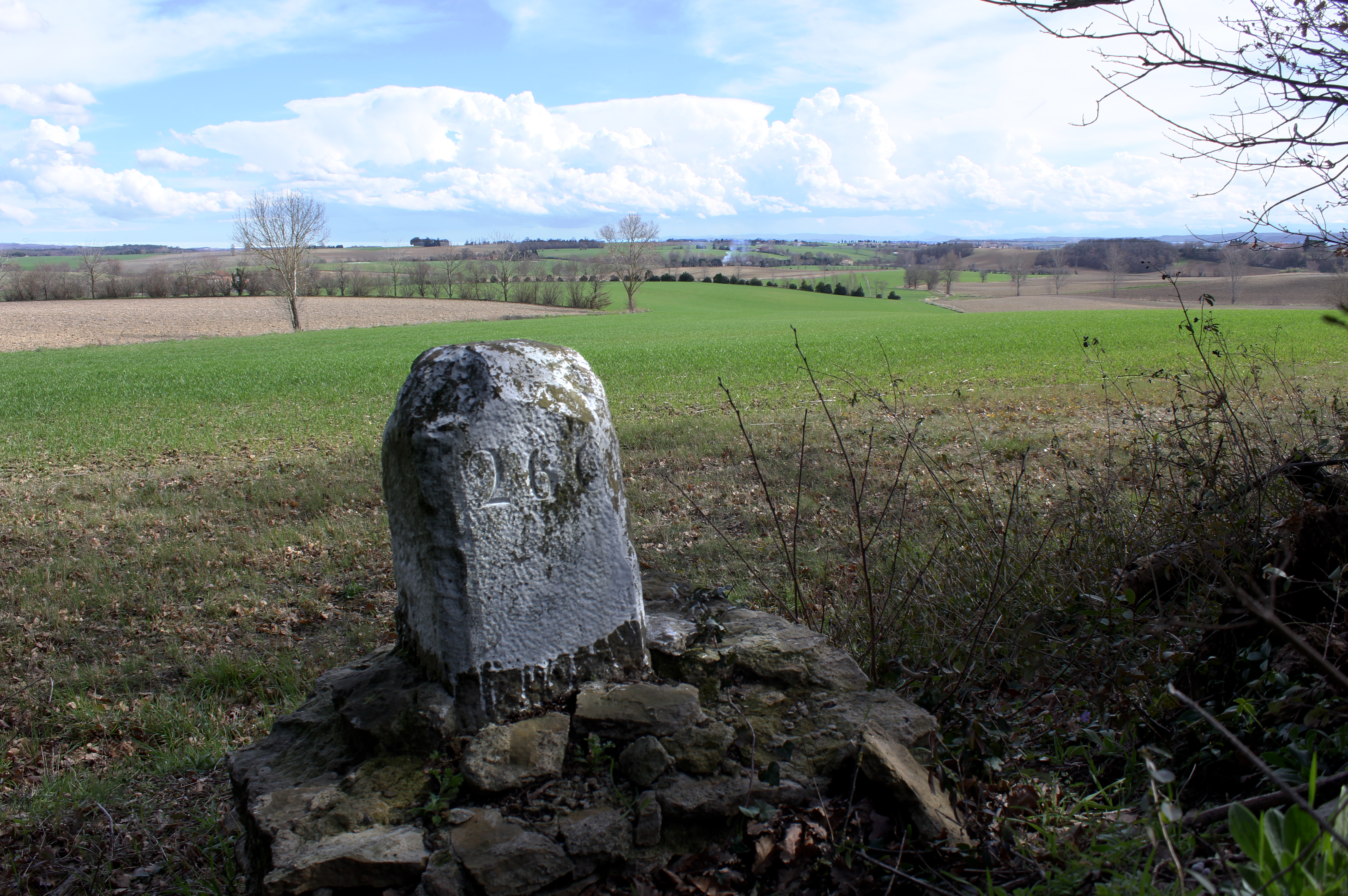
Fita 260 del rec

El rec de la Plana  (en francès Rigole de la Plaine) és un canal de transport d'aigua per al canal del Migdia, al sud de França.
El canal pren la font a la Muntanya Negra, al Llac de Saint-Ferréol i desemboca al Canal del Migdia. El rec pren una part de les aigües dels rius Lampy, Alzeau i Sor, portades pel riu Laudot i el Rec de la Muntanya des de la Presa de Les Capmases.

## Departaments i comunes que travessa
- Alta Garona: Revèl - Saint-Félix-Lauragais
- Aude: Les Cassés, Saint-Paulet, Montmaur, Airoux, seuil de Naurouze